# Улица Баррикад
Улица Баррикад — улица в исторической части Калуги, проходит от улицы Плеханова и за улицей Константиновых переходит в Грабцевское шоссе. Одна из границ Сквера имени Воронина.

## История
Долгое время район улицы представлял собой городскую окраину. В 1780 году здесь было организовано Пятницкое кладбище, отчего улица получила название Пятницкая, затем она стала Новослободской. Участок улицы за Московской дорогой назывался по местности — Пески (Песковская).
Новое название (на участке от Плеханова до Московской улицы — Проспект Баррикад, а за Московской — проспект Трудового Крестьянства) улица получила с установлением советской власти. К десятилетию Октябрьской революции оба проспекта объединили под общим современным названием — улица Баррикад.
В августе 2010 года в связи со 100-летием со дня рождения композитора Будашкина на улице, в Сквере филармонии, был открыт бюст композитору (он открыл Аллею калужских композиторов возле Областной филармонии). Автор бронзового бюста — калужский скуптор Светлана Фарниева.
30 августа 2014 года, в день города, в связи со 100-летием со дня рождения установлен бюст композитора Серафима Туликова. Автор бюста — Светлана Фарниева.
Улицу собираются реконструировать с увеличением проезжей части

## Достопримечательности
д. 129 — жилой дом (1 треть XIX в.)
Обелиски Московской заставы

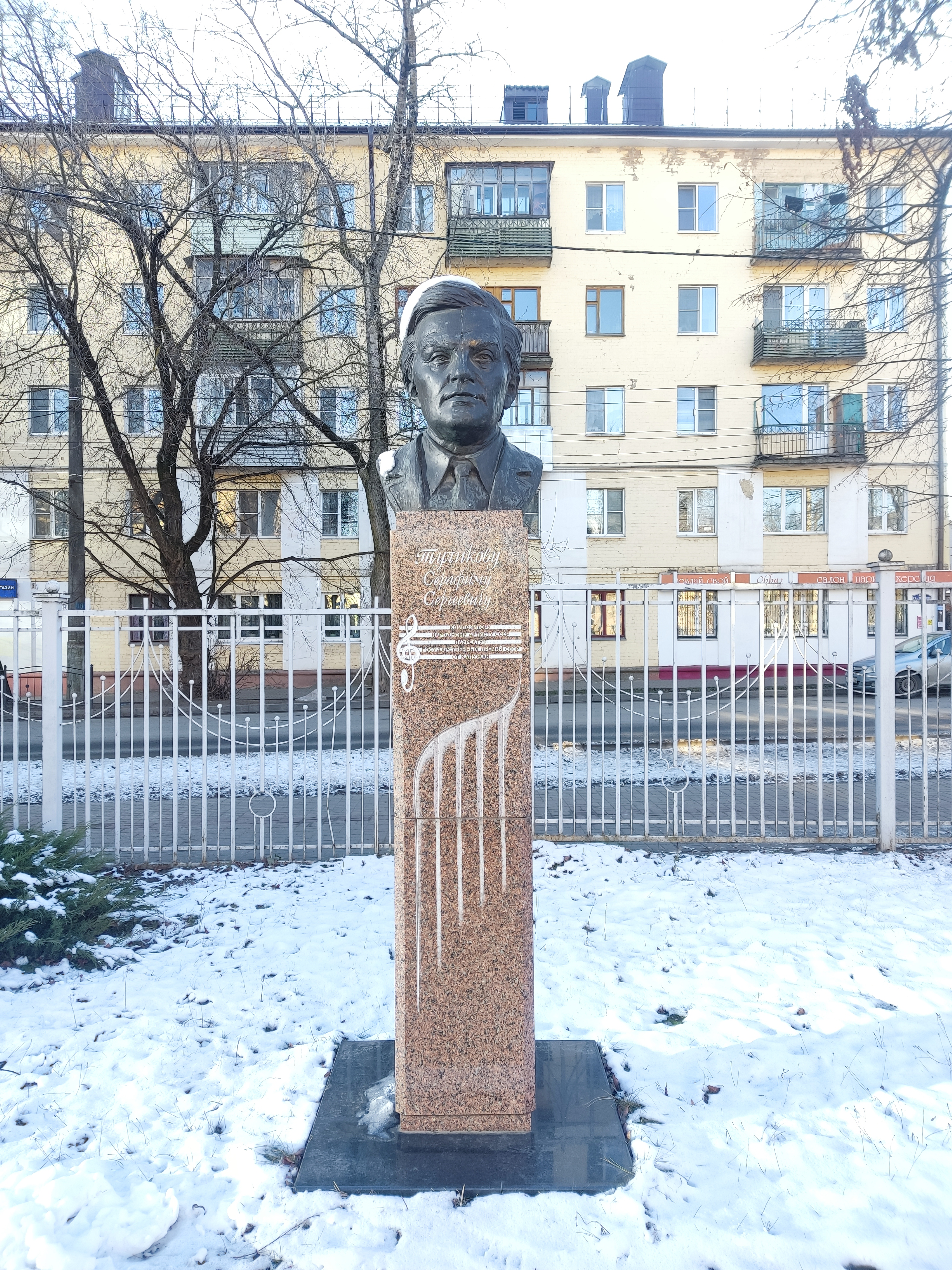
Бюст С.С. Туликова в сквере Калужской областной филармонии

Бюст композитора Серафима Сергеевича Туликова (Сквер Филармонии)
Бюст композитора Николая Павловича Будашкина (Сквер Филармонии)
Бюст дважды героя Социалистического труда, лауреата Ленинской премии П. А. Воронина (Сквер имени Воронина)
Памятник Труженикам тыла (Сквер имени Воронина)

Мемориальная доска Вере Андриановой

У пересечения с улицей Веры Андриановой на фасаде д. 62 установлена мемориальная доска Вере Андриановой.